# Eddie Marsan
Edward "Eddie" Marsan, född 9 juni 1968 i Stepney i London, är en brittisk skådespelare.

## Filmografi (urval)
- 2003 – 21 gram
- 2004 – Vera Drake
- 2005 – The Headsman
- 2006 – Illusionisten
- 2008 – Hancock
- 2008 – Happy-Go-Lucky
- 2009 – Sherlock Holmes
- 2009 – The Disappearance of Alice Creed
- 2011 – Tyrannosaur
- 2011 – War Horse
- 2011 – Sherlock Holmes: A Game of Shadows
- 2012 – Snow White and the Huntsman
- 2013 – Still Life
- 2013 – The World's End
- 2014 – God's Pocket
- 2015 – River (TV-serie)
- 2018 – Mowgli: Legend of the Jungle
- 2019 – The Gentlemen
- 2021 – The Pact (TV-serie)
- 2023 – The Power (TV-serie)
- 2023 – Firebrand